# Bertil Lööw
Bertil Wilhelm Lööw (* 1. Januar 1924 in Jönköping; † 31. Juli 2014) war ein schwedischer Fußballschiedsrichter.

## Sportlicher Werdegang
Lööw leitete zwischen 1957 und 1973 verschiedene Länderspiele. Dabei kam er bei der Weltmeisterschaft 1958 erstmals bei einer WM-Endrunde zum Einsatz, als er beim 0:0-Remis im Gruppenspiel zwischen dem späteren Titelträger Brasilien und England dem deutschen Spielleiter Albert Dusch assistierte. Acht Jahre später leitete er selbst ein Endrundenspiel, bei der Weltmeisterschaft 1966 stand die Begegnung zwischen Uruguay und Mexiko unter seiner Leitung – die Partie endete ebenfalls torlos. Bei zwei weiteren Spielen der WM-Endrunde stand er erneut als Assistent am Spielfeldrand. Neben Qualifikationsspielen und Freundschaftsspielen pfiff er auch internationale Spiele auf Vereinsebene in verschiedenen Europapokalwettbewerben, darunter das Halbfinalrückspiel im Europapokal der Landesmeister 1959/60 zwischen den Glasgow Rangers und Eintracht Frankfurt (3:6), das Halbfinalrückspiel zwischen Standard Lüttich und dem FC Bayern München (1:3) im Europapokal der Pokalsieger 1966/67 und das Halbfinalhinspiel zwischen dem FC Liverpool und Tottenham Hotspur (1:0) im UEFA-Pokal 1972/73.
Auf nationaler Ebene leitete Lööw etliche Spiele in der Allsvenskan und dem schwedischen Landespokal. 1971 beim 3:2-Erfolg von Åtvidabergs FF gegen Malmö FF sowie 1973 bei der 7:0-Revanche bei der Neuauflage des Finalduells zwischen Malmö FF und Åtvidabergs FF pfiff er jeweils das Endspiel des Pokalwettbewerbs.